# Friedrich Scherer (Politiker)
Friedrich Scherer (* 25. November 1922 in Sudweyhe; † 1. Dezember 1977 in Bad Schwalbach) war ein deutscher Politiker. Er war Mitglied der Bremischen Bürgerschaft (SPD).

## Biografie
Scherer war als Maschinenschlosser bei Siemens in Bremen tätig und eine längere Zeit freigestelltes Mitglied des Betriebsrates.
Er war Mitglied in der SPD, Ortsverein Sebaldsbrück-West, und in verschiedenen Funktionen aktiv. Er war für die SPD von 1971 bis 1977 (†) in der 8. und 9. Wahlperiode sechs Jahre lang Mitglied der Bremischen Bürgerschaft und in der Bürgerschaft in verschiedenen Deputationen tätig. Er starb während eines Kuraufenthaltes in Bad Schwalbach. Sein Nachrücker in der Bremischen Bürgerschaft war Egon Balkow.